# Blodsfana
Blodsfana är en röd fana, i det antika användes begreppet blodsfana om röd fana som signalerade om högsta beredskap och förestående strid. Under tidig medeltid bar de tyska och frankiska kungarna som krigsbanér en blodröd fana, även kallad eldflamman eller i Frankrike oriflamme.

Johan III:s blodsfana från 1568-1592, ursprungligen röd. Skrift DEVS PROTECTOR. NOSTER. Livrustkammaren.

Blodsfanan blev senare symbolen för furstens doms- och förläningsrätt. I vissa tyska furstevapen fanns ett helrött fält i skölden med samma betydelse, också det kallat blodsfana (på tyska Blutfahne).
På 1500- och 1600-talet användes den i Sverige vid begravningar som tecken på den dödes länsherrevärdighet. I Fredrik II av Danmarks begravningståg fördes en blodsfana, vexillum sanguineum. Blodsfanorna var i äldre tid bildlös, senare försedd med monogram och tvåtungad.